# Untitled Rachel Sennott Project
Production
Diffusion
Untitled Rachel Sennott Project est une série télévisée américaine créée par Rachel Sennott pour le service de streaming Max. Cette série suit un groupe d'amis soudés qui se réunit après des années de séparation, naviguant dans les complexités de l'ambition, des relations et de la façon dont le temps les a changées.
La série est distribuée et produite par la chaîne HBO, qui en achète les droits en mars 2024 à l'occasion de la commande du pilote. La commande officielle de la série a été faite le 10 septembre 2024.

## Synopsis
Un groupe d'amis très soudés se réunit après des années de séparation, naviguant dans les complexités de l'ambition, des relations et de la façon dont le temps les a changées.

## Distribution

### Acteurs principaux
- Rachel Sennott
- Odessa A'zion
- Josh Hutcherson
- Jordan Firstman
- True Whitaker
- Emily Tremaine Fernandez: Sarah
- Sadie Sieroty

### Invités
- Leighton Meester
- Quenlin Blackwell

### Tournage
Le tournage a commencé le 19 juillet 2024 en commençant par la ville de Los Angeles en Californie, puis à New York en août 2024 et pour finir à Chicago en Illinois, en septembre 2024.

## Fiche technique
- Titre original : Untitled Rachel Sennott Project
- Création : Rachel Sennott
- Réalisation : Lorene Scafaria
- Production : 
  - Production exécutive : Lorene Scafaria, Rachel Sennott Emma Barrie et Aida Rodgers
- Pays de production :  États-Unis
- Costumes : Natasha Newman-Thomas